# Berufsgenossenschaftliche Grundsätze
Die  Berufsgenossenschaftlichen Grundsätze  sind die von den deutschen Berufsgenossenschaften herausgegebenen Grundsätze und Prüfvorschriften zur Arbeitssicherheit und zum Gesundheitsschutz. Sie ergänzen die Berufsgenossenschaftlichen Vorschriften.
In den Berufsgenossenschaftlichen Grundsätzen werden Prüfgrundsätze z. B. für arbeitsmedizinische Vorsorgeuntersuchungen, die Prüfung überwachungsbedürftiger Anlagen oder die Prüfung von Arbeitsplatzgrenzwerten konkretisiert.
Die Bezeichnungen  BGG (Berufsgenossenschaftlichen Grundsätze)  und BGV (Berufsgenossenschaftlichen Vorschriften) wurden durch neue Bezeichnungen der DGUV ersetzt, häufig wurden die Dokumente (bzw. pdf-Dateien) nur umetikettiert, so dass die alten Bezeichnungen noch in den Texten vorkommen. Die DGUV stellt eine Transferliste zur neuen Nomenklatur zur Verfügung.